# 美林街道 (南安市)
美林街道是中国福建省泉州市南安市下辖的一个街道。

## 行政区划
美林街道共辖2个社区和18个行政村，分别是：
美林社区、南美社区、福溪村、李西村、金枝村、丘洋村、洋美村、溪洲村、松岭村、玉叶村、庄顶村、李东村、梅亭村、英山村、溪一村、梧山村、白沙村、西美村、溪二村、珠渊村。